# Cammino di Hermano Pedro

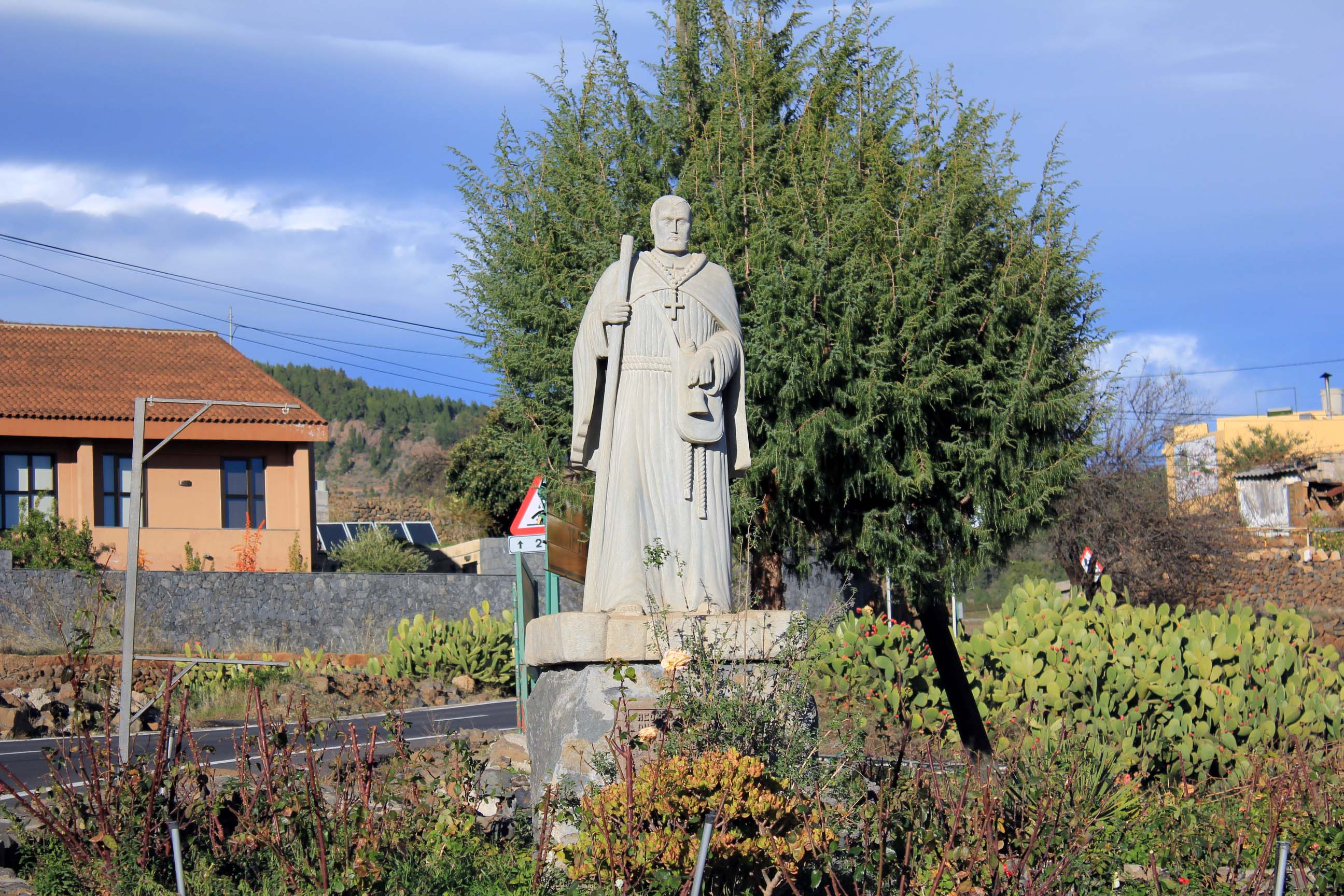
Statua di San Pietro de Betancur all'ingresso della cittadina di Vilaflor.

Il Cammino di Hermano Pedro (noto anche come Ruta del Hermano Pedro o Ruta del Camino del Hermano Pedro) è un antico percorso di pellegrinaggio, legato alla figura di San Pedro de San José de Bethencourt (meglio conosciuto come Santo Hermano Pedro), che è il primo Santo delle Isole Canarie. Si estende per circa 19 chilometri tra i comuni di Vilaflor, San Miguel de Abona e Granadilla de Abona, nel sud-est dell'isola di Tenerife (Spagna).

## Storia
Il Cammino di Hermano Pedro è, in origine, un percorso di transumanza utilizzato dagli aborigeni Guanci per dirigere il loro bestiame dalla costa alla vetta, a seconda della stagione dell'anno. Dopo la conquista dell'isola nel XV secolo, continuò ad essere incorniciata da una serie di sentieri tradizionali, che compaiono sulle mappe storiche dei secoli XVIII e XIX. Questo itinerario fu utilizzato anche nel XVII secolo da San Pietro di Betancur durante la sua infanzia e adolescenza, quando lavorò come pastore di capre, prima di svolgere la sua opera missionaria e apostolica in Guatemala.

## La strada
Nel 2005, dopo la canonizzazione del santo avvenuta tre anni prima, è iniziato uno studio con lo scopo di recuperare, rivalutare e istituzionalizzare il cammino di San Pietro di Betancur e i cammini adiacenti. Oltre ad evidenziarlo come simbolo di unione dei comuni della regione di Abona o Chasna (Fasnia, Arico, Granadilla de Abona, San Miguel de Abona e Vilaflor).
Il pellegrinaggio ufficiale si svolge ogni anno il sabato precedente al 24 aprile (giorno del santo).

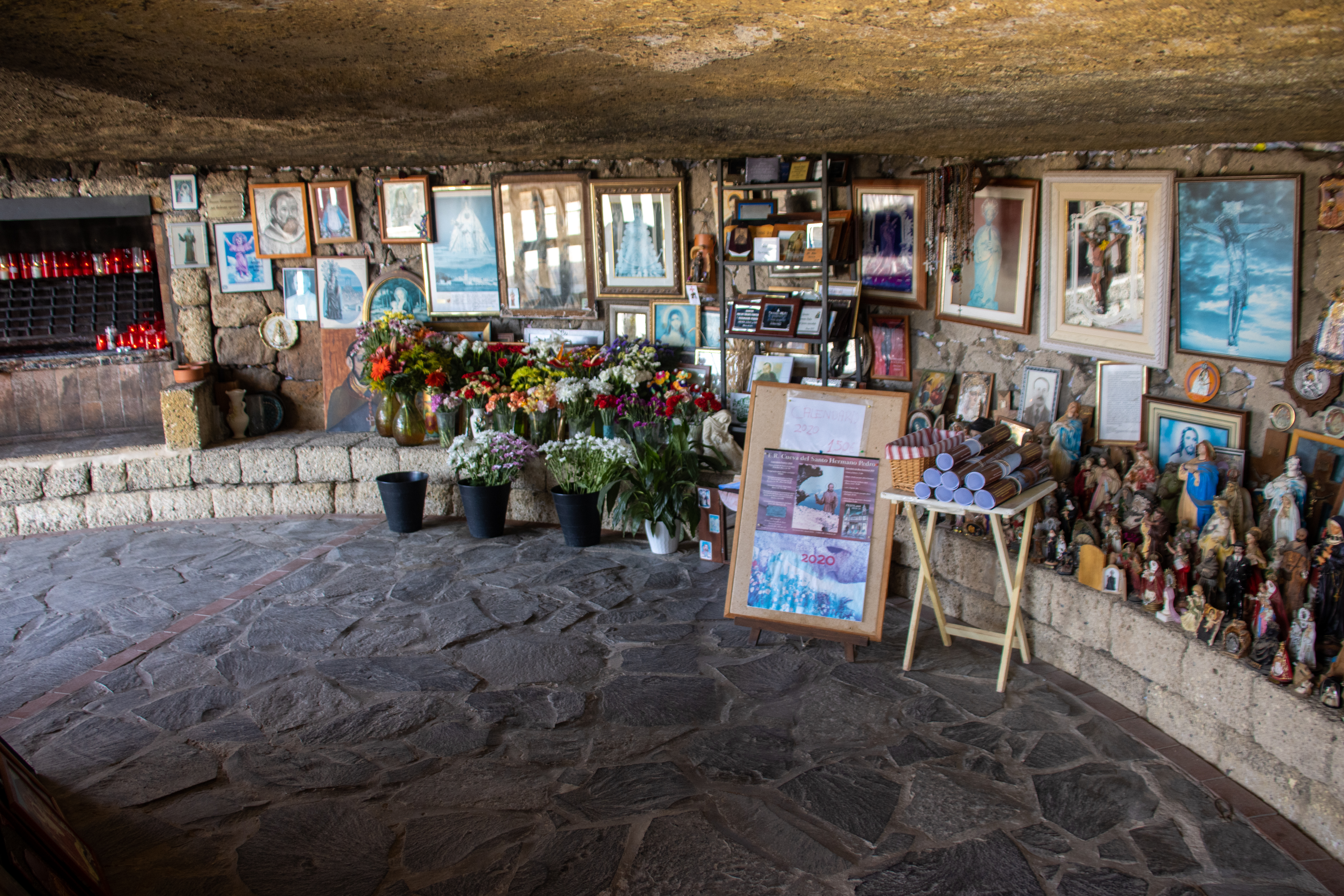
Interno della grotta di Santo Hermano Pedro.

Innanzitutto, alle 6 del mattino si celebra l'Eucaristia nella parrocchia principale di San Pedro Apóstol, nel comune di Vilaflor, luogo di nascita del santo. Alle 7:00 inizia il percorso di discesa o discesa, attraversando parte del comune di San Miguel de Abona fino a raggiungere la grotta popolarmente conosciuta come Santo Hermano Pedro nel comune di Granadilla de Abona. Questo luogo veniva utilizzato da frate Pedro come ricovero o rifugio con il suo gregge in inverno, come luogo di preghiera e anche come nascondiglio per proteggersi dalle incursioni dei pirati.
Il percorso del sentiero dura circa cinque ore. Il percorso è costellato di importanti testimonianze del patrimonio naturale e culturale; fauna di grande interesse che si può osservare lungo il percorso; e altri elementi. Oltre ad importanti elementi architettonici e Bien de Interés Cultural (BIC).
L'arrivo alla grotta è previsto per le ore 13, dove si terrà un'altra Eucaristia e la venerazione di una reliquia del santo.
Oltre ai promotori e organizzatori del percorso: collaborano i comuni di Vilaflor e Granadilla, altre entità e volontari dello spazio religioso della grotta di Santo Hermano Pedro. Nel 2012 questo itinerario è stato promosso nella Rete degli Itinerari Religiosi in Europa con l'obiettivo di aderirvi.